# Carol Kidd
Carol Kidd (* 19. Oktober 1945 in Glasgow) ist eine britische Jazzsängerin.
Carol Kidd begann ihre Karriere als Sängerin zunächst nebenberuflich, während sie drei Kinder großzog und ein Hotel betrieb. Ihre hauptberufliche Laufbahn fing erst im Jahr 1990 an, als Frank Sinatra sie einlud, mit ihm im Ibrox Stadium in Glasgow aufzutreten. Danach folgten Gastspiele wie im Londoner Ronnie Scott’s Jazz Club und dem Edinburgh International Jazz Festival. 1990 begann auch ihre Zusammenarbeit mit dem Label Linn Records, auf dem ihr Debütalbum, The Night We Called It a Day erschien, das als beste Jazz-Aufnahme mit dem Musical Retailer's Awards ausgezeichnet wurde. 1993 war sie in der ersten Episode der Krimiserie Für alle Fälle Fitz, Mord ohne Erinnerung, mit den Titeln Stormy Weather und Summertime zu hören und bei letzterem Song auch zu sehen. Kidd wurde dann zur besten Vokalistin bei den Cannes International Jazz Awards gewählt. 1998 erhielt sie für ihr Lebenswerk den MBE (Order of the British Empire).
Carol Kidd ist Interpretin von Balladen und Standards des Great American Songbook, singt aber auch neuere Titel wie Randy Newmans „I Think It's Gonna Rain Today“ oder Jim Croces „Bad Bad Leroy Brown“. 2008 erschien ihr Album Dreamsville.
Bei ihren Alben wirkten u. a. die Musiker Phil Bancroft, Allan Ganley und der Gitarrist Martin Taylor mit.

## Diskographische Hinweise
- The Night we Called it a Day... (1990)
- I'm Glad we Met (1991)
- When I Dream (1993)
- Crazy for Gershwin (1994)
- Carol Kidd (1994)
- All my Tomorrows (1998)
- That's Me (1999)
- A Place in my Heart (2001)
- Dreamsville (2008)